# Nhện hùm
Nhện hùm, nhện hùm đen, nhện đen hay nhền nhện hùm đất (Haplopelma longipes) là một loài nhện trong họ Theraphosidae. Đây một loài nhện độc khổng lồ sinh sống nhiều tại một số khu rừng ở miền Nam Việt Nam. Chúng được coi là đặc sản của nam giới với nhận thức rằng sử dụng chúng có thể tăng cường khả năng tình dục.

## Đặc điểm
Những con nhện hùm lớn nhất có thể dài đến 15 cm, nặng gần 1 lạng. Chúng có hình thù dữ tợn, Hình thù lông lá và kích cỡ của chúng có thể khiến nhiều người hoảng sợ nếu vô tình may bắt gặp vì chúng trông rất dữ tợn với lông lá tua tủa. Đây còn là một loài nhện rất độc, dù rất hiếm khi chúng cắn con người. Nếu bị nhện hùm cắn sẽ đau buốt đến điêu đứng và có thể tử vong nếu bị sốc phản vệ với nọc nhện. Nhện hùm ở Campuchia to như cua đồng ở Việt Nam.
Chúng chuyên sống trong các bọng cây, lùm bụi trên đỉnh núi Cấm-An Giang. Nhện hùm đất làm hang ở các gò cao, bụi rậm, triền núi. Còn ở các vùng thấp, vùng trũng ứ nước chúng sống rất ít do loài này kỵ nước. Hang của nhền nhện hùm đất sâu không quá 4 tấc, gặp trời mưa chúng thường dùng đôi càng to khỏe để bít miệng hang lại. Loài này thường kiếm ăn vào ban đêm, khi ra vào hang chúng để lại các dấu vết trên nền đất ướt.

## Công dụng
Hiện nay ở Việt Nam, nhện hùm đang bị săn lùng ráo riết vì lời đồn thổi rằng chúng là một biệt dược phòng the dành cho nam giới, tất cả những người bán và không ít vị khách đều khẳng định rằng loài côn trùng có nọc độc chết người này đại bổ đối với việc tăng lực trong tình dục. Những con nhện gớm ghiếc này có thể được chế biến thành nhiều món ăn khác nhau. Nhưng không phải ai cũng muốn nhai chúng mà thay vào đó, nhiều người dùng nhện hùm để ngâm rượu. Đó cũng là cách để phát huy dược tính của nhện. Loài nhện hùm ở Campuchia cũng được người dân chế biến làm nhiều món nhậu. Nhện hùm được bán với giá dao động từ 30.000 đồng đến 70.000 đồng/con tuỳ lớn nhỏ.
Đây là loại chân đốt khá khó tìm ở Việt Nam. Để có đủ nguồn hàng, người ta phải mua nhện hùm từ các thương lái Campuchia. Ở chợ côn trùng ở Tịnh Biên, An Giang, người ta bày bán rất nhiều loài côn trùng được nhập khẩu từ Campuchia. Tại đây có những loài vật cực độc, có thể mất mạng nếu bị chúng cắn phải như bọ cạp, rắn rít cho tới những con vật gớm ghiếc như rết, mối chúa, bổ củi, nhện hùm... chợ nhện ở huyện biên giới Tịnh Biên này là loại chợ độc đáo.

## Ý kiến
Tuy nhiên nhiều ý kiến khẳng định rằng những con nhện này chỉ có công dụng chữa bệnh dái dầm, còn tăng khả năng giường chiếu chỉ là tin đồn vô căn cứ. Những con nhện được bán tại chợ không phải là loài nhện hùm mà là con hồng quân, cũng thuộc họ nhện. Tuy có hình dáng giống nhau đến mười mươi nhưng nhện hùm làm hang trên cao, còn hồng quân đóng hang dưới đất, giăng tơ quanh miệng hang. Loài hồng quân mà người ta bán ở chợ không có chuyện bổ khỏe hay tăng lực như lời đồn đại. Theo kinh nghiệm chữa trị dân gian và các thầy thuốc Đông y ở địa phương, hồng quân chỉ có tác dụng chữa trị chứng đái dầm của trẻ em và chứng bệnh hen suyễn.